# Habel (Tann)
Habel ist ein Stadtteil der Kleinstadt Tann (Rhön) im osthessischen Landkreis Fulda.

## Geschichte

### 1059 bis 1945
Erstmals erwähnt wurde Habel 1059 in einer Urkunde von König Heinrich IV., in der dieser dem Abt von Fulda die Jagdgerechtsame über den Bramforst um den Habelstein verlieh. Zu Anfang des 14. Jahrhunderts gab es in Habel eine Kapelle und ein Nonnenkloster. Ebenso wie ein aus der Zeit um 1350 überliefertes Schloss wurden diese vom Ritter von Henneberg mit dem gesamten Ort um 1400 zerstört. Es dauerte fast ein Jahrhundert, bis mit dem Wiederaufbau begonnen wurde. Es folgte der Dreißigjährige Krieg mit Zerstörungen und Hungersnöten. Habel gehörte zur Herrschaft Tann. Diese wurde mit dem Reichsdeputationshauptschluss 1803 mediatisiert und kam an Bayern. Bayern trat aber im Frieden von Pressburg im Tausch gegen Tirol das säkularisierte Hochstift Würzburg 1805 an den Habsburger Erzherzog Ferdinand von Österreich-Toskana ab. Infolgedessen kam die Herrschaft Tann an das Fürstentum Würzburg, das durch die Rheinbundakte 1806 zum Großherzogtum Würzburg erhoben wurde. Während ihres Rückzugs nach der Völkerschlacht bei Leipzig 1813 zerstörten französische Soldaten den Ort weitgehend. Nach den Bestimmungen des Wiener Kongresses gehörte die Herrschaft Tann ab 1814 wieder zu Bayern und wurde dem Untermainkreis angegliedert. 1866 nach dem Preußisch-Österreichischen Krieg musste Bayern dann die Gegend um Gersfeld und Orb an Preußen abtreten. Damit wurde Habel Teil des preußischen Kreises Gersfeld, bis dieser 1932 dem Landkreis Fulda angegliedert wurde. In den beiden Weltkriegen fielen vierzig Bürger aus Habel.

### Seit 1945
Nach 1945 wurde die Region Teil des Zonenrandgebietes, und Habel lag nur zwei Kilometer von der innerdeutschen Grenze entfernt. Überregional wurde über die Flucht des DDR-Regimentskommandeurs Klaus-Dieter Rauschenbach berichtet, der sich am 2. Juni 1981 in Habel meldete.
Im Zuge der Gebietsreform in Hessen wurde Habel mit seinen Weilern Esbachsgraben, Mollartshof, Habelgraben, Neustädtges und Schwarzenborn zum 1. August 1972 kraft Landesgesetz in die Stadt Tann eingemeindet. Für Habel wurde, wie für alle Stadtteil von Tann, ein Ortsbezirk gebildet.

### Verwaltungsgeschichte im Überblick
Die folgende Liste zeigt die Staaten und Verwaltungseinheiten, denen Habel angehört(e):
- vor 1803: Heiliges Römisches Reich, Herrschaft der Freiherren von der Tann (Ritterkanton Rhön-Werra, Buchisches Quartier)
- 1803–1806: Heiliges Römisches Reich, Königreich Bayern, Herrschaft der Freiherren von der Tann[Anm. 2]
- 1806–1813: Großherzogtum Würzburg, Landgericht Hilders[Anm. 3]
- 1814–1832: Königreich Bayern, Herrschaftsgericht Tann
- 1832–1848: Königreich Bayern, Herrschaftskommissariat Tann
- 1848–1861: Königreich Bayern, Regierung Unterfranken und Aschaffenburg, Landgerichtsbezirk Hilders
- 1862–1866: Königreich Bayern, Regierungsbezirk Unterfranken, Bezirksamt Gersfeld[Anm. 4]
- ab 1867: Norddeutscher Bund, Königreich Preußen,[Anm. 5] Provinz Hessen-Nassau, Regierungsbezirk Kassel, Kreis Gersfeld
- ab 1871: Deutsches Reich,  Königreich Preußen, Provinz Hessen-Nassau, Regierungsbezirk Kassel, Kreis Gersfeld
- ab 1918: Deutsches Reich, Freistaat Preußen, Provinz Hessen-Nassau, Regierungsbezirk Kassel, Kreis Gersfeld
- ab 1932: Deutsches Reich, Freistaat Preußen, Provinz Hessen-Nassau, Regierungsbezirk Kassel, Landkreis Fulda
- ab 1944: Deutsches Reich, Freistaat Preußen, Provinz Kurhessen, Landkreis Fulda
- ab 1945: Deutsches Reich, Amerikanische Besatzungszone, Groß-Hessen, Regierungsbezirk Kassel, Landkreis Fulda
- ab 1946: Deutsches Reich, Amerikanische Besatzungszone, Hessen, Regierungsbezirk Kassel, Landkreis Fulda
- ab 1949: Bundesrepublik Deutschland, Hessen, Regierungsbezirk Kassel, Landkreis Fulda
- ab 1972: Bundesrepublik Deutschland, Hessen, Regierungsbezirk Kassel, Landkreis Fulda, Stadt Tann (Rhön)

## Bevölkerung

### Einwohnerstruktur 2011
Nach den Erhebungen des Zensus 2011 lebten am Stichtag dem 9. Mai 2011 in Habel 303 Einwohner. Darunter waren 3 (1,0 %) Ausländer.
Nach dem Lebensalter waren 60 Einwohner unter 18 Jahren, 129 waren zwischen 18 und 49, 66 zwischen 50 und 64 und 48 Einwohner waren älter.
Die Einwohner lebten in 117 Haushalten. Davon waren 27 Singlehaushalte, 30 Paare ohne Kinder und 54 Paare mit Kindern, sowie 9 Alleinerziehende und keine Wohngemeinschaften. In 15 Haushalten lebten ausschließlich Senioren und in 78 Haushaltungen leben keine Senioren.

### Einwohnerentwicklung
| Habel: Einwohnerzahlen von 1834 bis 2021 | Habel: Einwohnerzahlen von 1834 bis 2021 | Habel: Einwohnerzahlen von 1834 bis 2021 | Habel: Einwohnerzahlen von 1834 bis 2021 | Habel: Einwohnerzahlen von 1834 bis 2021 |
| --- | ---------------------------------------- | ---------------------------------------- | ---------------------------------------- | ---------------------------------------- |
| Jahr |                                          |                                          |                                          | Einwohner                                |
| 1834 | 1834                                     |                                          | 229                                      | 229                                      |
| 1840 | 1840                                     |                                          | 338                                      | 338                                      |
| 1846 | 1846                                     |                                          | 340                                      | 340                                      |
| 1852 | 1852                                     |                                          | 342                                      | 342                                      |
| 1858 | 1858                                     |                                          | 335                                      | 335                                      |
| 1864 | 1864                                     |                                          | 347                                      | 347                                      |
| 1871 | 1871                                     |                                          | 343                                      | 343                                      |
| 1875 | 1875                                     |                                          | 326                                      | 326                                      |
| 1885 | 1885                                     |                                          | 327                                      | 327                                      |
| 1895 | 1895                                     |                                          | 340                                      | 340                                      |
| 1905 | 1905                                     |                                          | 346                                      | 346                                      |
| 1910 | 1910                                     |                                          | 333                                      | 333                                      |
| 1925 | 1925                                     |                                          | 335                                      | 335                                      |
| 1939 | 1939                                     |                                          | 358                                      | 358                                      |
| 1946 | 1946                                     |                                          | 426                                      | 426                                      |
| 1950 | 1950                                     |                                          | 416                                      | 416                                      |
| 1956 | 1956                                     |                                          | 389                                      | 389                                      |
| 1961 | 1961                                     |                                          | 348                                      | 348                                      |
| 1967 | 1967                                     |                                          | 339                                      | 339                                      |
| 1970 | 1970                                     |                                          | 345                                      | 345                                      |
| 1980 | 1980                                     |                                          | ?                                        | ?                                        |
| 1990 | 1990                                     |                                          | ?                                        | ?                                        |
| 2000 | 2000                                     |                                          | ?                                        | ?                                        |
| 2011 | 2011                                     |                                          | 303                                      | 303                                      |
| 2021 | 2021                                     |                                          | 302                                      | 302                                      |
| Datenquelle: Historisches Gemeindeverzeichnis für Hessen: Die Bevölkerung der Gemeinden 1834 bis 1967. Wiesbaden: Hessisches Statistisches Landesamt, 1968. Weitere Quellen: LAGIS; Stadt Tann (Rhön); Zensus 2011 |                                          |                                          |                                          |                                          |

### Historische Religionszugehörigkeit
| • 1885: | 327 evangelische (= 100 %) Einwohner                              |
| • 1961: | 329 evangelische (= 94,54 %), 16 katholische (= 4,60 %) Einwohner |

## Religion
Die Dorfkirche zu Habel ist eine in den Jahren 1782–1784 entstandene Barockkirche, die als Erweiterung einer Kapelle aus dem 14. Jahrhundert gebaut worden war. 1508 wurde die Kirche geweiht. Um 1500 zählte Habel als Filialkirche zu Tann (Rhön) und zum Gebiet des Klosters Fulda.
Habel ist seit der Einführung der Reformation 1535 durch Reichsritter Eberhard von der Tann evangelisch.

## Politik
Für Habel besteht ein Ortsbezirk (Gebiete der ehemaligen Gemeinde Habel) mit Ortsbeirat und Ortsvorsteher nach der Hessischen Gemeindeordnung. Der Ortsbeirat besteht aus fünf Mitgliedern. Bei den Kommunalwahlen in Hessen 2021 betrug die Wahlbeteiligung zum Ortsbeirat 59,83 %. Alle Kandidaten gehörten der Freien Wählergemeinschaft Habel an. Der Ortsbeirat wählte Stephan Fischer zum Ortsvorsteher.

## Kultur und Sehenswürdigkeiten

### Kirche
Die evangelische Kirche wurde zwischen 1781 und 1782 erbaut. Ihre Besonderheit ist, dass ein Engel im Inneren der Kirche das Gesicht von Marilyn Monroe und ein anderer das von Jane Russell trägt.

### Habelstein
Das Naturschutzgebiet Habelstein (681 m) ist ein Felssturz- und Bergrutschgebiet am Habelberg.

### Die Sage von Ritter von Habel
Am Kettenborn, oberhalb des Dorfes Habel bei Tann in der Rhön, soll einst eine Burg gestanden haben. Während einer längeren Belagerung konnte der Ritter von Habel mit seinen Mannen die Burg nicht mehr halten. Um nicht in die Hände der Feinde zu fallen, griff er zu einer List: Er stülpte sich einen großen kupfernen Kessel über seinen Oberkörper, und so getarnt, entkam er in der Nacht unbemerkt aus der Burg.
Da er aber die Mitbewohner der Burg im Stich gelassen hatte, muss seine arme Seele nun zur Strafe jede Nacht mit dem Kessel über dem Kopf dort herumgeistern, bis jemand den Mut hat, ihm diesen Kessel wegzunehmen. Aber bisher hat sich das noch niemand getraut.

## Wirtschaft und Infrastruktur
Habel befindet sich durch seine Lage im ehemaligen „Zonenrandgebiet“ etwas abseits der Gewerbegebiete. In Habel bewirtschaften viele Einwohner kleine landwirtschaftliche Betriebe. Der größte Arbeitgeber ist die lokale Schreinerei Ziegler. In Habel haben sich neue Dienstleistungsbetriebe wie die Gesellschaft Rhön-Radtouren, die Internetagentur Dietrich Projekt und das Versandhaus ModeSzene.de angesiedelt.
Der Wanderweg Hochrhöner führt auf der Route Kuppenrhön durch Habel.